# Chuyến bay 19
Chuyến bay 19 là phi đội bao gồm 5 chiếc máy bay ném ngư lôi TBM Avenger của Hải quân Hoa Kỳ biến mất trong quá trình bay huấn luyện ngày 5 tháng 12 năm 1945 từ căn cứ Không lực Hải quân Ft Lauderdale, Florida. Số lượng tử vong gồm tất cả 14 thành viên đội bay của chuyến bay 19, cũng như 13 thành viên đội bay đến cứu hộ và tìm kiếm họ. Thanh tra Hải quân kết luận rằng Chuyến bay 19 bị mất phương hướng và rơi xuống biển sau khi máy bay hết nhiên liệu, nhưng nhiều người nghi vấn những giả thuyết của Hải quân những năm sau đó, và những suy đoán đã tạo ra truyền thuyết về Tam giác Bermuda. Khi 5 chiếc máy bay bị rơi xuống biển, Hoa Kỳ đã điều động thêm 1 chiếc máy bay PBM Mariner cứu hộ nhưng sau đó, chiếc máy bay cứu hộ này cũng bị rơi xuống biển.

## Diễn biến
|  |

Căn cứ theo những câu chuyện về Tam giác Bermuda, chỉ huy chuyến bay đã báo cáo về những ảnh hưởng thị giác bất thường khi bị mất tích, như là đề cập đến "nước trắng", đại dương "nhìn không giống mọi khi", và la bàn xoay không kiểm soát, trước khi đơn giản biến mất. Thêm nữa, tác giả Berlitz trong sách của ông khẳng định rằng, vì chiếc máy bay ném bom TBM Avenger được chế tạo để nổi được lâu trên mặt nước, họ có thể được tìm thấy vào ngày hôm sau, vì biển lặng và trời quang. Tuy nhiên, không chỉ không bao giờ tìm thấy chúng, một thủy phi cơ của Hải quân truy tìm và giải cứu bay sau đó cũng mất và không tìm được. Thêm vào tình tiết đó là báo cáo của Hải quân về tai nạn được mô tả là "nguyên nhân hay lý do không rõ".
Trong khi những sự kiện căn bản trong câu chuyện theo kiểu Tam giác Bermuda là chính xác, một số chi tiết quan trọng bị bỏ qua. Hình ảnh phổ biến về một phi đội gồm những phi công dày kinh nghiệm chiến đấu, biến mất trong một buổi chiều nắng đẹp đã không xảy ra. Vào lúc thông điệp radio cuối cùng nhận được từ Chuyến bay 19, bão đang ập đến. Chỉ có chỉ huy chuyến bay, Đại úy Charles Carroll Taylor, có kinh nghiệm chiến đấu và thời gian bay đáng kể, nhưng lúc đó ông chỉ có ít hơn 6 tháng kinh nghiệm bay ở vùng Nam Florida, ít hơn những học viên dưới quyền ông; và một quá khứ bị lạc đường khi bay trước đó 3 lần tại Mặt trận Thái Bình Dương trong Thế Chiến II, và bị buộc phải hạ cánh 2 lần trên mặt nước. Đại úy Taylor cũng được mô tả là người chỉ huy lạnh lùng, trầm tĩnh và tự tin. Thay vào đó, trao đổi radio từ Chuyến bay 19 cho thấy Taylor trở nên mất phương hướng, kém tự tin trong quyết định, và hoàn toàn bị lạc đường.
Câu chuyện còn thường phóng đại việc tất cả máy bay đều gặp sự cố về la bàn, nhưng sau này các báo cáo của Hải quân và ghi chép thu âm những trao đổi giữa Taylor và các phi công khác của Chuyến bay 19 không cho thấy điều đó. Như trong báo cáo của Hải quân, nó cho rằng tổn thất máy bay và đội bay là do nhầm lẫn của chỉ huy chuyến bay; nhưng sau này trong báo cáo chính thức thứ hai, những từ ngữ quy trách nhiệm cho Taylor đổi thành "nguyên nhân không rõ" là để chiều theo nguyện vọng của gia đình ông. Chính sự khẳng định trong bản báo cáo thứ hai bị thay đổi này, cộng thêm việc mất tích những chiếc máy bay dân dụng "Star Tiger" và "Star Ariel" sau đó, bắt đầu dấy nên truyền thuyết về Tam giác Bermuda.